# Aysha piassaguera
Aysha piassaguera là một loài nhện trong họ Anyphaenidae.
Loài này thuộc chi Aysha. Aysha piassaguera được Antonio D. Brescovit miêu tả năm 1992.